# Шаровка (Башкортостан)
Шаровка (баш. Шаровка) — деревня в Белебеевском районе Республики Башкортостан Российской Федерации. Административный центр Шаровского сельсовета.

## География

### Географическое положение
Расстояние до:
- районного центра (Белебей): 25 км,

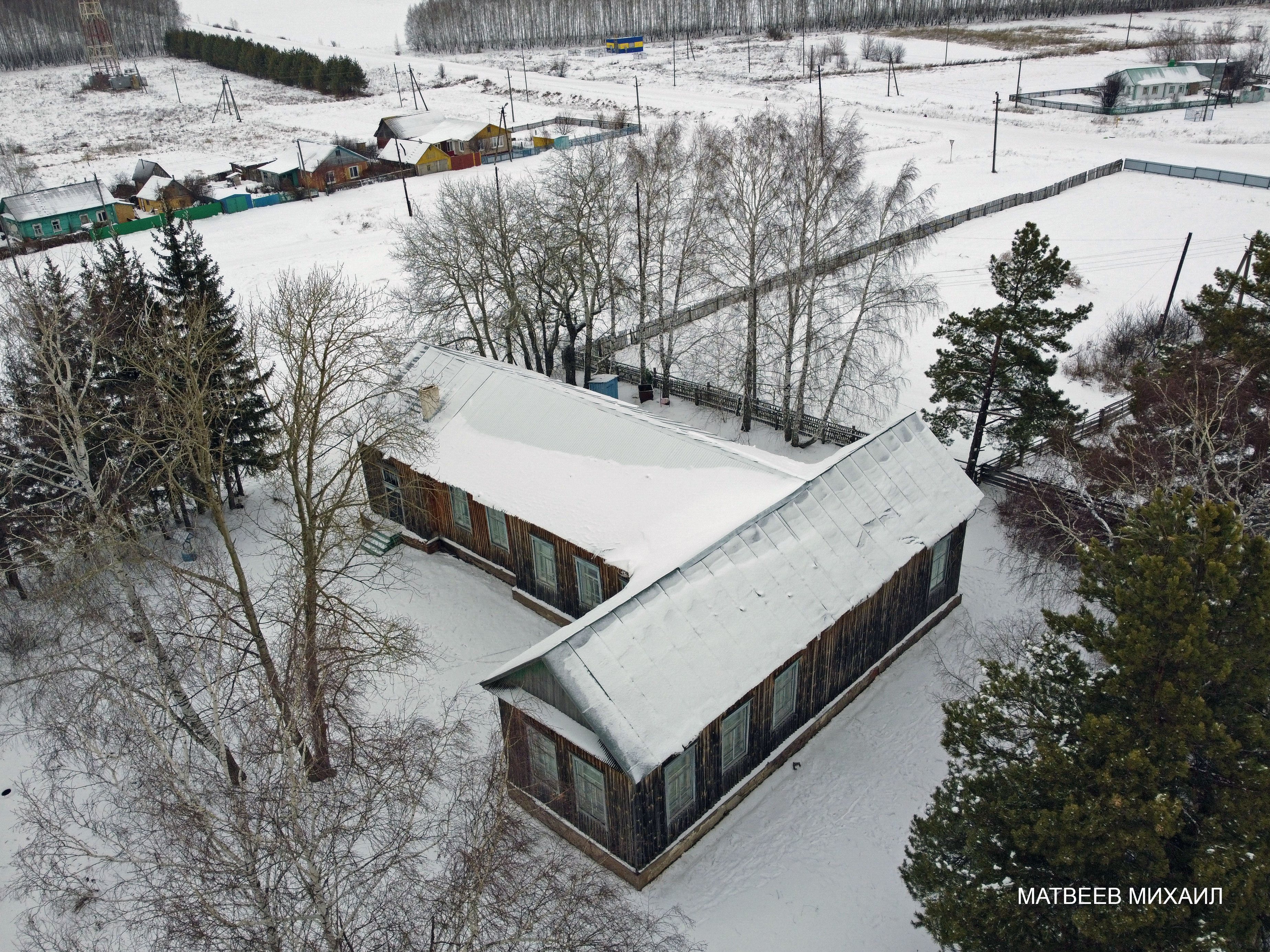
Сельский клуб в Шаровке

- Сельский клуб в Шаровкеближайшей ж/д станции (Глуховская): 3 км.

## История
Деревня основана украинцами из деревни Шаров Харьковской губернии. Во время Великой Отечественной войны в селе находилось подразделение формирующейся с января 1942 года 124-я стрелковой бригады.

## Население

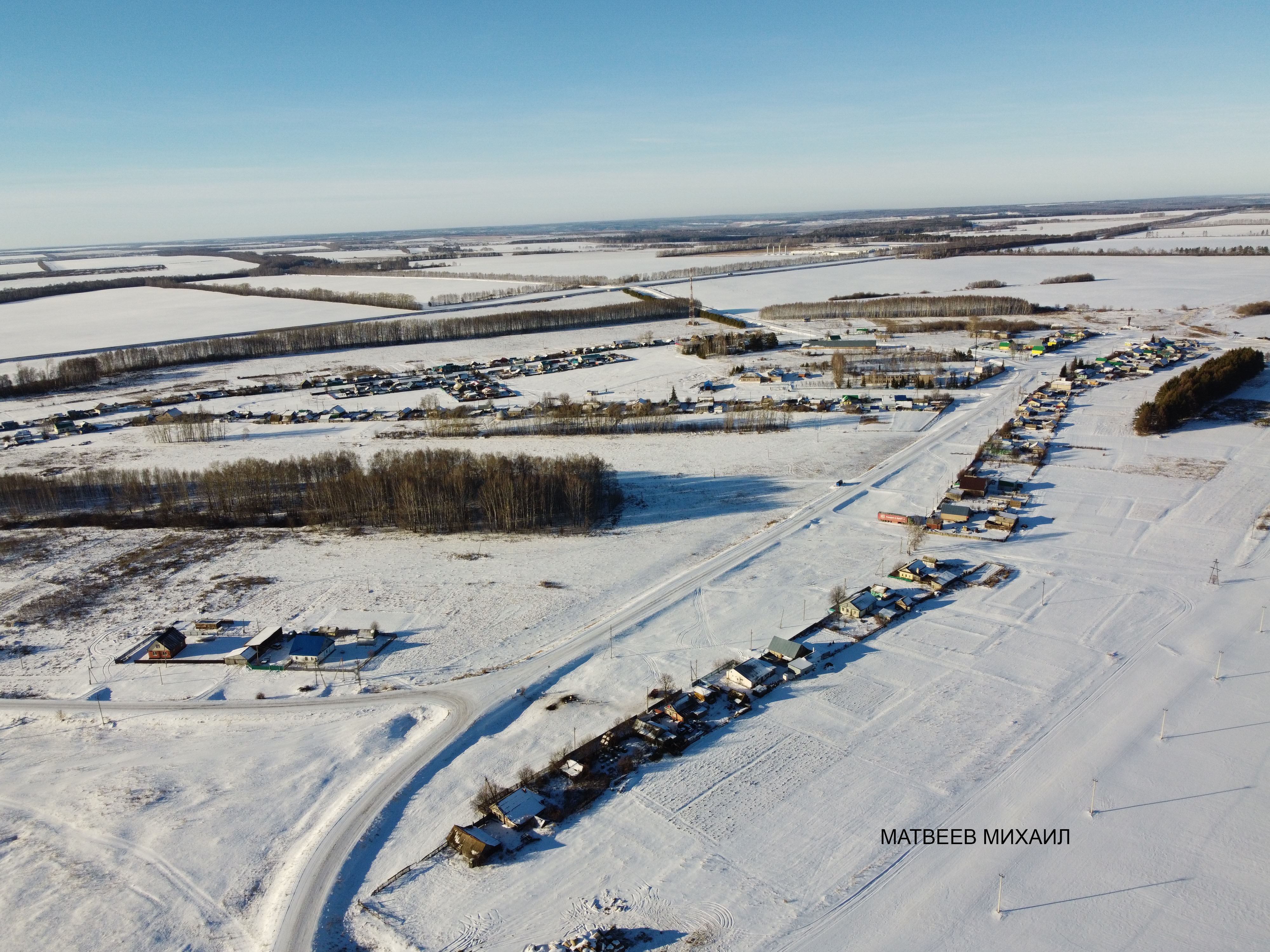
Шаровка зимой

| 2002 | 2009 | 2010 |
| ---- | ---- | ---- |
| 340  | ↗389 | ↘365 |

### Национальный состав
Согласно переписи 2002 года, преобладающие национальности — русские	(39 %) и чуваши	(33 %)

## Известные уроженцы

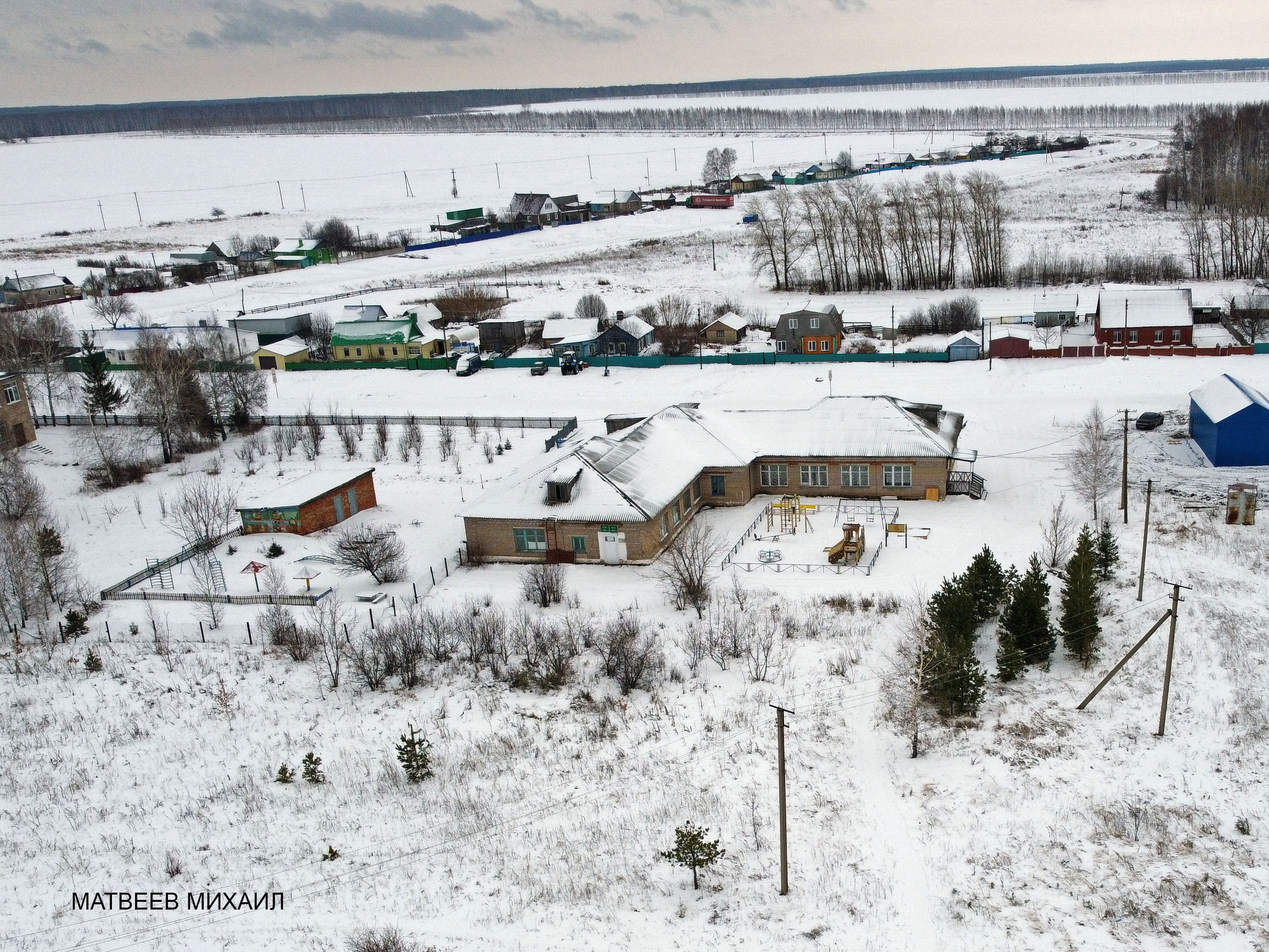
В Шаровке

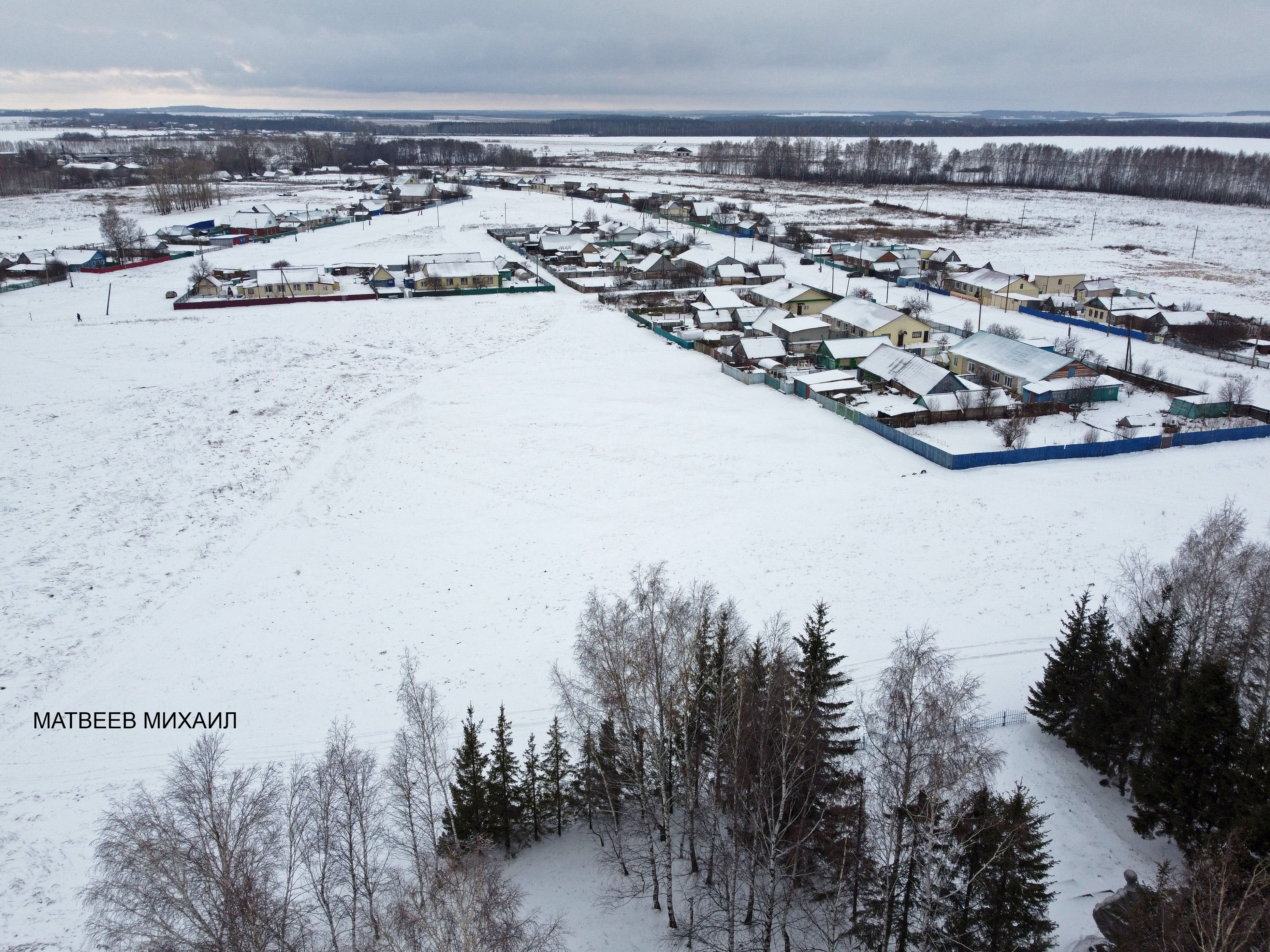
Шаровка

* * Тарасенко, Василий Фомич (1920—1995) — советский военнослужащий, майор, Герой Советского Союза.